# Aṣa
Bùkólá Elemide (París, 17 de septiembre de 1982), más conocida por su nombre artístico Aṣa (/ˈɑʃɑ/), es una cantautora francesa. Ha grabado y publicado cuatro álbumes de estudio, un álbum en vivo y dos EPs. Suele cantar en inglés, aunque también tiene canciones escritas en yoruba. Su nombre artístico, "Aṣa", proviene del idioma yoruba y significa "Alma Libre, Halcón".

## Biografía
Aṣa nació en París de padres nigerianos que trabajaban y estudiaban cinematografía en Francia. Su familia volvió a vivir en Nigeria cuando tenía dos años. Aṣa creció en la ciudad de Lagos, en la parte suroeste de Nigeria, y 18 años después, regresó a París, donde su vida como artista despegó.
Las influencias musicales de Asa crecieron con los años a partir de la colección de buena música que su padre había construido para su trabajo como director de fotografía. Estos discos con clásicos del soul estadounidenses, nigerianos y africanos, incluyeron grandes músicos como Marvin Gaye, Fela Kuti, Bob Marley, Aretha Franklin, King Sunny Adé, Diana Ross, Nina Simone, Miriam Makeba. Aṣa pasó a inspirarse en ellos.

## Carrera
En 2004, Asa conoció a su gerente y amiga, Janet Nwose, quien le presentó a Cobhams Asuquo, quien se convirtió en la productor de su primer álbum de estudio "Asa (Asha)".
Aṣa regresó a Francia a la edad de 20 años para estudiar en la escuela de música de jazz IMFP, donde los maestros le dijeron que debía seguir adelante y convertirse en una artista discográfica porque estaba lista y no necesitaba educación. De vuelta en Nigeria, su primer sencillo, "Eyé Adaba", estaba comenzando a reproducirse. Aṣa pronto firmó con Naïve Records. En asociación con Cobhams Asuquo, y con la nueva participación de Christophe Dupouy y Benjamin Constant, produjo su primer álbum homónimo que vendió platino,  Aṣa . El lanzamiento del álbum vio a Aṣa visitando radios en Europa, Asia y África y ganó el prestigioso Premio Francés Constantin en 2008, cuando un jurado de 19 especialistas en la industria de la música la votó como el mejor talento nuevo de 10 cantantes o grupos en París.
Su segundo álbum, "Beautiful Imperfection", en colaboración con el compositor francés Nicolas Mollard, fue lanzado el 25 de octubre de 2010, fue platino en 2011. El sencillo principal de "Beautiful Imperfection" se tituló "Be My Man" fue lanzada a fines de septiembre de 2010. Se anunció que para 2014 Aṣa vendió 400.000 álbumes en todo el mundo.
El tercer álbum de estudio de Asa, Bed of Stone, fue lanzado en agosto de 2014. Los sencillos son "Dead Again", "Eyo", "Satan Be Gone", "The One That Never Comes" y " Hacia adelante". Realizó una gira mundial de 2015 a 2017.
El 14 de mayo de 2019, lanzó un nuevo sencillo titulado "The Beginning" y el 25 de junio de 2019 lanzó el sencillo "Good Thing". El 11 de septiembre de 2019, anunció en su página de Twitter que su nuevo álbum,  Lucid , se lanzará el 11 de octubre de 2019.

## Discografía

### Álbumes de estudio
| Año  | Album                  | Posiciones | Posiciones | Posiciones | Posiciones | Posiciones | Posiciones |
| Año  | Album                  | FRA        | BEL        | ESP        | SUI        | US Heat    | World      |
| ---- | ---------------------- | ---------- | ---------- | ---------- | ---------- | ---------- | ---------- |
| 2007 | Aṣa (Asha)             | 15         | 81         | -          | 65         | 32         | 3          |
| 2010 | Beautiful Imperfection | 14         | 35         | 61         | 54         | -          | 3          |
| 2014 | Bed of Stone           | 38         | 80         | -          | 64         | -          | -          |
| 2019 | Lucid                  |            |            |            |            |            |            |
| 2022 | V (Feat. Wizkid)       |            |            |            |            |            |            |

### Álbumes en vivo
- Live in Paris  (2009)

### Individuales
| Año  | Título                 | FRA | BEL | Album                               |
| ---- | ---------------------- | --- | --- | ----------------------------------- |
| 2007 | "Fire on the Mountain" | -   | -   | Aṣa (Asha)                          |
| 2007 | "Jailer"               | -   | -   | Aṣa (Asha)                          |
| 2010 | "Be My Man"            | 89  | 76  | Beautiful Imperfection              |
| 2011 | "Why Can't We"         | -   | 94  | Beautiful Imperfection              |
| 2012 | "The Way I Feel"       | -   | -   | Beautiful Imperfection              |
| 2012 | "Ba Mi Dele"           | -   | -   | Beautiful Imperfection (re-release) |
| 2014 | "Dead Again"           | 109 | -   | Bed of Stone                        |
| 2015 | "Eyo"                  | -   | -   | Bed of Stone                        |
| 2019 | "The Beginning"        |     |     | Lucid                               |
| 2019 | "Good Thing"           |     |     | Lucid                               |